# Schoenus yarrabensis
Schoenus yarrabensis là loài thực vật có hoa trong họ Cói. Loài này được Domin miêu tả khoa học đầu tiên năm 1915.